# Смарт, Джейсон Джей
Джейсон Джей Смарт (англ. Jason Jay Smart) — американский политтехнолог и политолог, ведущий свою деятельность на Украине и территории постсоветских государств.

## Образование и наука
Учился в старшей школе Лэнгли в Маклейне, Вирджиния, городе, который входит в 20 самых богатых и престижных городов Америки по версии Bloomberg.
В 2006 году Джейсон Смарт получил стипендию Дэвида Борена NSEP (National Security Education Program который должен научить американцев языку).
В 2007 году закончил обучение в Университете Джорджа Мейсона с двойной специализацией — бакалавр по государственной и международной политике, и русистики. В 2013 году получил степень магистра политологии в Политехническом институте и университете штата Вирджиния, защитив диплом по теме "Российское влияние и кыргызская слабость: Реалистическое понимание киргизского национального интереса". Там же получил сертификат выпускника специализации Исследования государственной безопасности.
Джейсон провел год, изучая русский язык в городе Владимир, Россия. Затем он работал ассистентом в Институте передовых исследований Кеннана.
В 2019 году защитил степень доктора философии по международным отношениям в Молдавском государственном университете с диссертацией на тему "Очернение как инструмент в международной политике (Пример отношений между США и Российской Федерацией)". Он стал первым гражданином США, защитившим докторскую диссертацию USM. Смарт является членом исследовательской команды Лаборатории исследования очернения и репутационной политики при университете Джорджа Мейсона.

## Международная деятельность
В 2008 году Смарт работал в офисе генерального прокурора штата Вирджиния Кена Кучинелли. Также, в 2008 году он вел работу в предвыборном штабе сенатора США Джона Маккейна.
С 2009 года Смарт работал как региональный директор Международного республиканского института — организации финансируемой Государственным департаментом США, фондом USAID и Национальным фондом в поддержку демократии, в Кыргызстане, где был куратором двух офисов — в Бишкеке и Оше. Целью работы Смарта было продвижение демократии в Кыргызстане через проведение тренингов для политических партий в сферах избирательного процесса, технологий и массовых коммуникаций.
За свою деятельность он был арестован в Узбекистане и после нескольких дней допросов депортирован в Кыргызстан. В марте 2009 года Смарт был приглашен на встречу с бывшим президентом СССР Михаилом Горбачевым.
В рамках своего сотрудничества с Международным республиканским институтом, Смарт работал на местах с оппозицией России и Камбоджи. Смарт также работал советником для политических сил Эквадора, Литвы и Украины. В 2013 году консультировал правоцентристскую Либерально-демократическую партию премьер-министра Молдовы.
На выборах 2016 года в США работал над кампанией кандидата в президенты сенатора Теда Круза, где специализировался на анализе данных и микротаргетинге избирателей. Консультировал бывшего премьер-министра, ныне президента Молдовы Майю Санду.

## Деятельность на Украине
В 2015 году Смарт работал с главой Службы безопасности Украины. Сейчас Смарт возглавляет негосударственную организацию "За свободную Украину".
Находясь в Украине, Смарт проводит лекции для студентов ВУЗов. В качестве политического и военного эксперта участвует в украинских телевизионных интервью и пишет колонки для СМИ.
С января 2022 года является специальным корреспондентом Kyiv Post.

## Политические взгляды
Смарт является членом Республиканской партии. Придерживается проукраинской позиции. Также, Смарт является спикером оппозиционного Форума свободной России, организованного Гарри Каспаровым, где он отмечал, что "Путин угрожает демократическим странам". Из-за сотрудничества с российской оппозицией Смарту запрещен въезд в Российскую Федерацию.